# Rejon wińkowiecki
Rejon wińkowiecki (ukr. Віньковецький район, Wińkowećkyj rajon) – jednostka administracyjna wchodząca w skład obwodu chmielnickiego Ukrainy.
Zajmuje część obszaru dawnych powiatów latyczowskiego oraz uszyckiego Siedzibą władz rejonu są Wińkowce. W rejonie znajduje się wieś Zińków, jedna z najstarszych osad na Podolu.
Na terenie rejonu znajdują się 1 osiedlowa rada i 17 silskich rad, obejmujące w sumie 25 miejscowości.

## Miejscowości rejonu
- Adamówka (Адамівка)
- (Балки)
- Bystrzyca (Бистриця)
- (Черкасівка)
- Daszkowce (Дашківці)
- (Дружба)
- Faszczyjówka (Фащіївка)
- Howory (Говори)
- (Гоголі)
- Hrymiaczka (Грим'ячка)
- (Гринева)
- (Гута)
- (Яснозір'я)
- Karaczyjowce (Карачіївці)
- (Калюсик)
- (Карижин)
- (Ломачинці)
- (Майдан-Карачієвецький)
- (Майдан-Олександрівський)
- (Нетечинці)
- Osłamów (Осламів)
- Ochrymowce[2] (Охрімівці)
- Petrasze (Петрашівка)
- (Пилипи-Олександрівські)
- Pirohówka (Пирогівка)
- (Подолянське)
- Pokutyńce (Покутинці)
- (Славута)
- (Слобідка-Охрімовецька)
- Stanisławówka (Станіславівка)
- Wińkowce (Віньківці)
- (Великий Олександрів)
- (Виселок)
- Zińków (Зіньків)
- (Зоряне)
- Żeniszkowce (Женишківці)